# TOCA 2 Touring Cars
TOCA 2 Touring Cars (TOCA 2: Touring Car Challenge na América do Norte) é um jogo eletrônico simulador de corridas desenvolvido e publicado pela Codemasters em 1998 para PlayStation e Microsoft Windows.
O jogo inclui carros da BTCC além de outras categorias, todos os circuitos utlizados são no Reino Unido: Circuito de Thruxton; Circuito de Silverstone; Donington Park; Circuito de Croft; Oulton Park; Brands Hatch; Circuito de Snetterton; e Circuito de Knockhill. 